# 胡萬頃
胡萬頃，五代十国南汉人物，阴阳術數家。
胡萬頃从小就聪悟如神，精通九宮三元之法。九宮：一宫坎（北），二宫坤（西南），三宫震（东），四宫巽（东南），五宫（中），六宫干（西北），七宫兑（西），八宫艮（东北），九宫离（南）。占卜事情多有奇驗，撰写了《六壬軍鑒式》三卷、《太乙時紀阴阳二遁立成曆》二卷。術數家多以其为宗，守如绳尺。